# Universidade de Primorska
A Universidade de Primorska (Esloveno Univerza na Primorskem, italiano Università del Litorale) é a terceira universidade em Eslovénia. Ele está localizada na cidades litorâneas de Koper, Izola e Portorož e foi criada para abranger a região litoral da Eslovénia (em Esloveno Primorska), onde ele está localizada.

## História

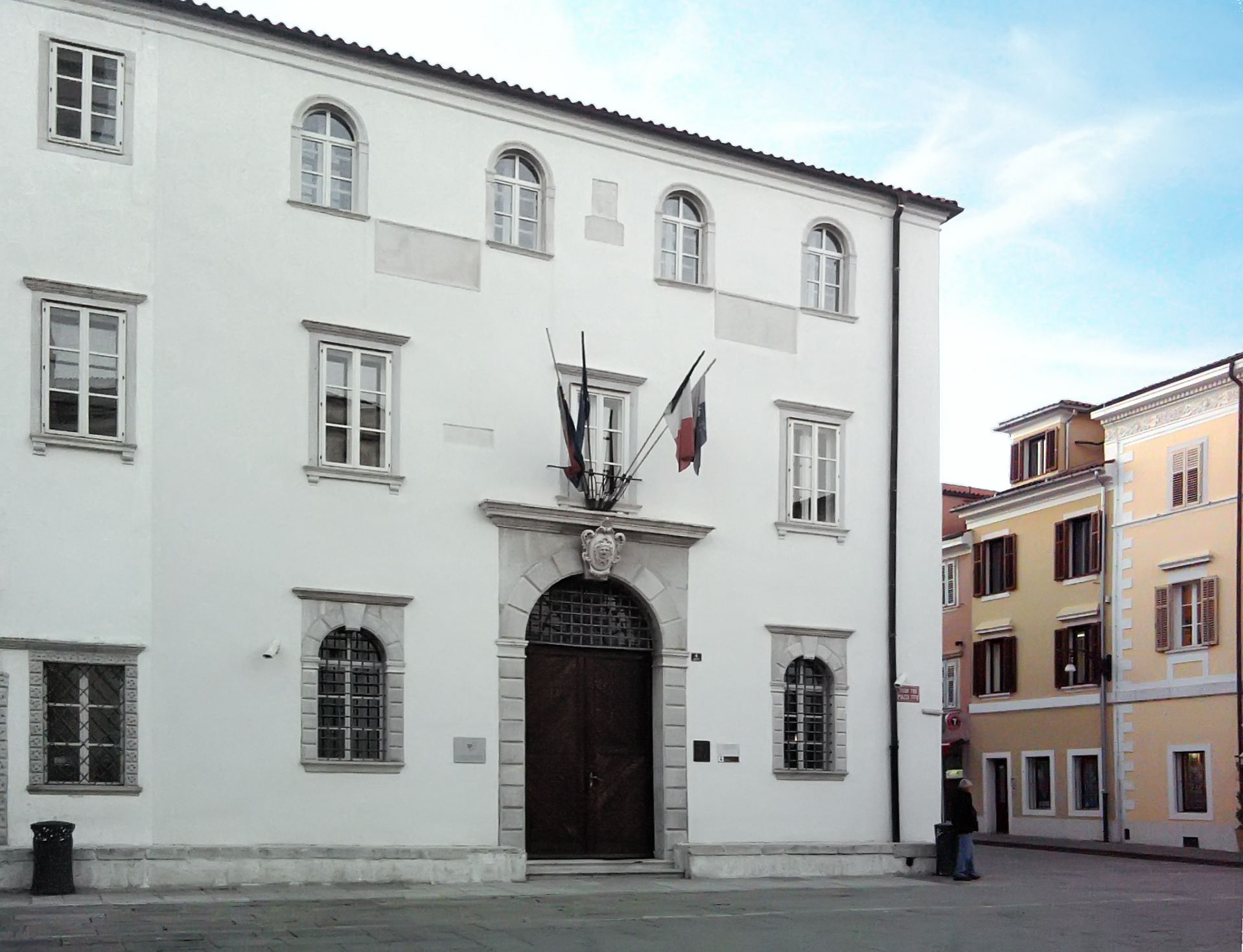
Universidade de Primorska

Os primeiros esforços para fundar uma universidade no Litoral foram feitos há quase cem anos, contudo os primeiros passos concretos para o estabelecimento de uma nova universidade eslovena foram dados depois da independência da Eslovénia. Assim, em 1992 elaborado um estudo técnico sobre o desenvolvimento de ensino superior no Litoral, e um ano mais tarde, uma carta de intenções foi assinada prevendo a criação da Universidade do Centro de Estudo. Em 1995, foi fundado o Centro de Ciência e Pesquisa Esloveno com o objectivo de conquistar o potencial intelectual da futura universidade, enquanto isso, em 1996 foi fundado o Centro de Estudos Universitários de Koper, o que facilitou o desenvolvimento do ensino superior na região e preparou a base legal para a criação da universidade. Dois anos mais tarde, a carta de intenção foi assinada por representantes regionais do sector económico e das câmaras de comércio.

Finalmente, no dia 29 de Janeiro de 2003, o Parlamento Esloveno aprovou a abertura da Universidade de Primorska. Dois meses depois, em 17 de Março de 2003, a Universidade de Primorska foi inscrita no registo de entidades legais do Tribunal do Distrito de Koper. A universidade recém-criada seria composta por três faculdades, duas escolas superiores e um instituto de pesquisas.

## Organização
Actualmente, a Universidade de Primorska está dividida em sete faculdadesː
- Faculdade de Educação, Koper
- Faculdade de Ciências Humanas, Koper
- Faculdade de Gestão e Administração, Koper
- Faculdade de Matemática, Ciências Naturais e Tecnologias de Informação - Koper
- Faculdade de Estudos de Turismo, Portorož
- Faculdade de Cuidados de Saúde, Izola
- Faculdade de Design, Ljubljana

Dois institutos fazem também parte da Universidade de Primorska:
- Centro de Ciência e Pesquisa
- Instituto Primorska de Ciência e Tecnologia Andrej Marušič

## Outras universidades na Eslovénia
- Universidade de Liubliana
- Universidade de Maribor
- Universidade de Nova Gorica